# What Can I Do?
What Can I Do? è un brano musicale del gruppo irlandese The Corrs, pubblicato nel 1998 come singolo estratto dall'album Talk on Corners.

## Tracce
1. What Can I Do – 4:18
2. Little Wing – 5:07
3. No Good For Me (live) – 3:54

## Video
Il videoclip della canzone è stato girato in Nuova Zelanda.

## Remix
La versione remix del brano, realizzata dal gruppo Tin Tin Out e pubblicata pochi mesi dopo la versione originale, ha avuto un buon successo raggiungendo la posizione #3 della classifica Official Singles Chart.